# Peak District
Národní park Peak District (anglicky The Peak District National Park) je jeden z národních parků ve Spojeném království. Má rozlohu 1 437 km² a nachází se uprostřed jižní části Velké Británie, nedaleko od důležitých městských center. Jeho poloha ho činí snadno dostupným a hojně navštěvovaným. Silnice z Manchesteru a Sheffieldu vedou přímo do Castletonu, hlavního centra parku. V místech při hranicích s parkem žije asi 40 000 lidí ve známých městech. Oblast je otevřená po celý rok a je dobře organizovaná pro návštěvníky; kromě silnic pro dopravní prostředky je zde mnoho cest vycházkových, zvláště v jižní části. Peak District je nejstarším národním parkem Anglie – založen byl v roce 1951 a jedna jeho vyčleněná oblast tvoří národní přírodní rezervaci; v jejích hranicích je také několik archeologických nalezišť sahajících do paleolitu.

## Geografie
V termínech morfologie se území dělí na dvě části. Na sever vybíhá neobydlená náhorní plošina z hrubého pískovce Dark Peak, která dosahuje svého výškového maxima horou Kinder Scout, vysokou 637 m. Zvláštní složení země vedlo k vytvoření vodní nádrže, která napájí 55 umělých nádrží. Této oblasti pokryté rašelinou dominuje vegetace vřesovišť s vřesem, suchopýrem a borůvkou; oblast je vyhrazena pro lov kura prérijního a pro pěstování ovcí. Jižní sektor, White Peak je tvořen sérií vápencových plošin, řezaných úzkými hlubokými (dales) a čistými vodními toky, z nichž je nejslavnější Dove.

### Flora a fauna
V této oblasti se nacházejí přírodní rezervace, které obsahují několik nejkrásnějších britských jasanových lesů. Díky přísnému zákazu pastvy je zde bohatá a pestrá flóra, i vzácné druhy, jako nezelená orchidej hlístník hnízdák, čemeřice a konvalinka. Je zde také biotop dnes ve Spojeném království vzácný: vápencová louka. White Peak a Dark Peak jsou odděleny údolím Hope Valley (Údolí naděje), což je místo charakterizované lomy, přírodními plošinami a stalaktitovými jeskyněmi.
Faunu parku zastupuje především kulík zlatý a koliha, kteří obývají rašeliniště, a kos horský, který žije mezi vysokými skalnatými vrcholky.

### Podnebí
Průměrná teplota naměřená v regionu je v zimě 3 °C a v létě 17 °C. Podnebí je obecně vlhké, s ročními srážkami 1200 mm.